# Kreuzstrauch

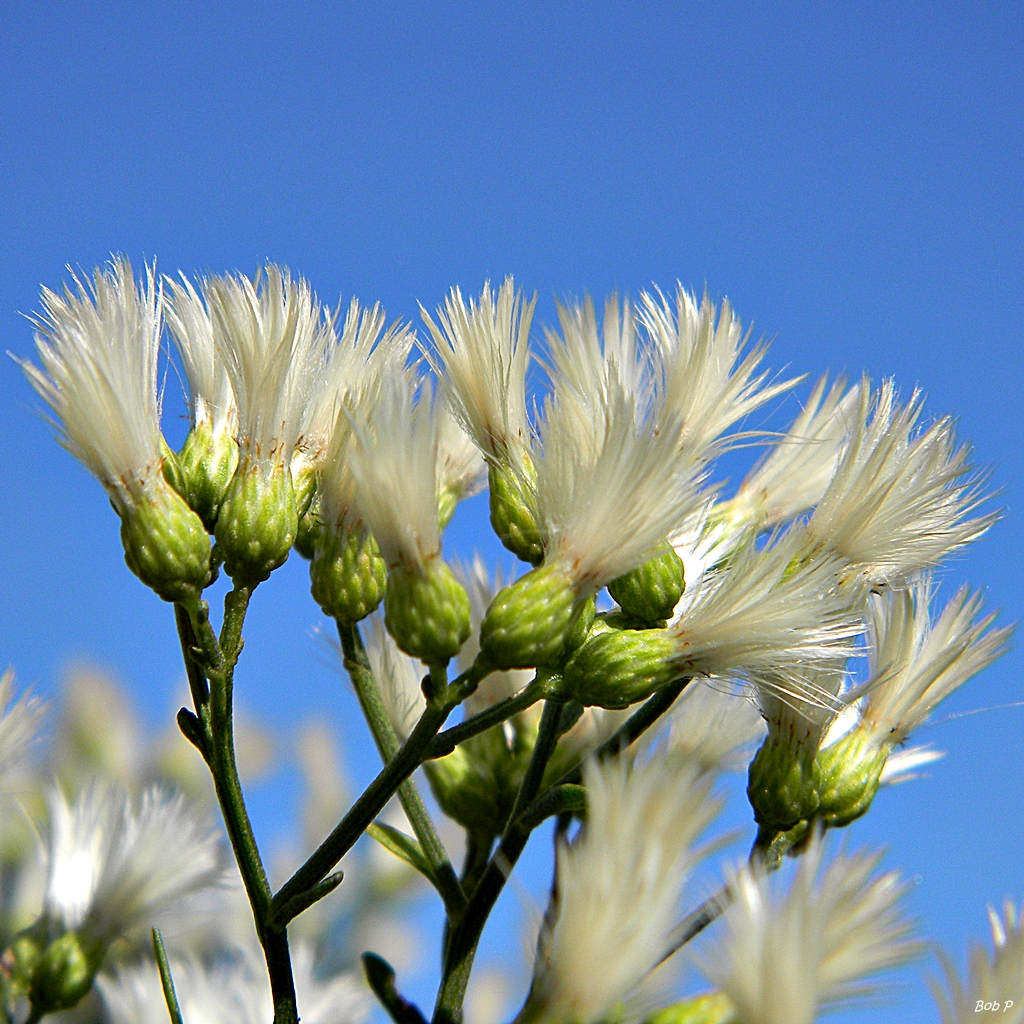
Blüten an einem weiblichen Strauch, mit langem Pappus

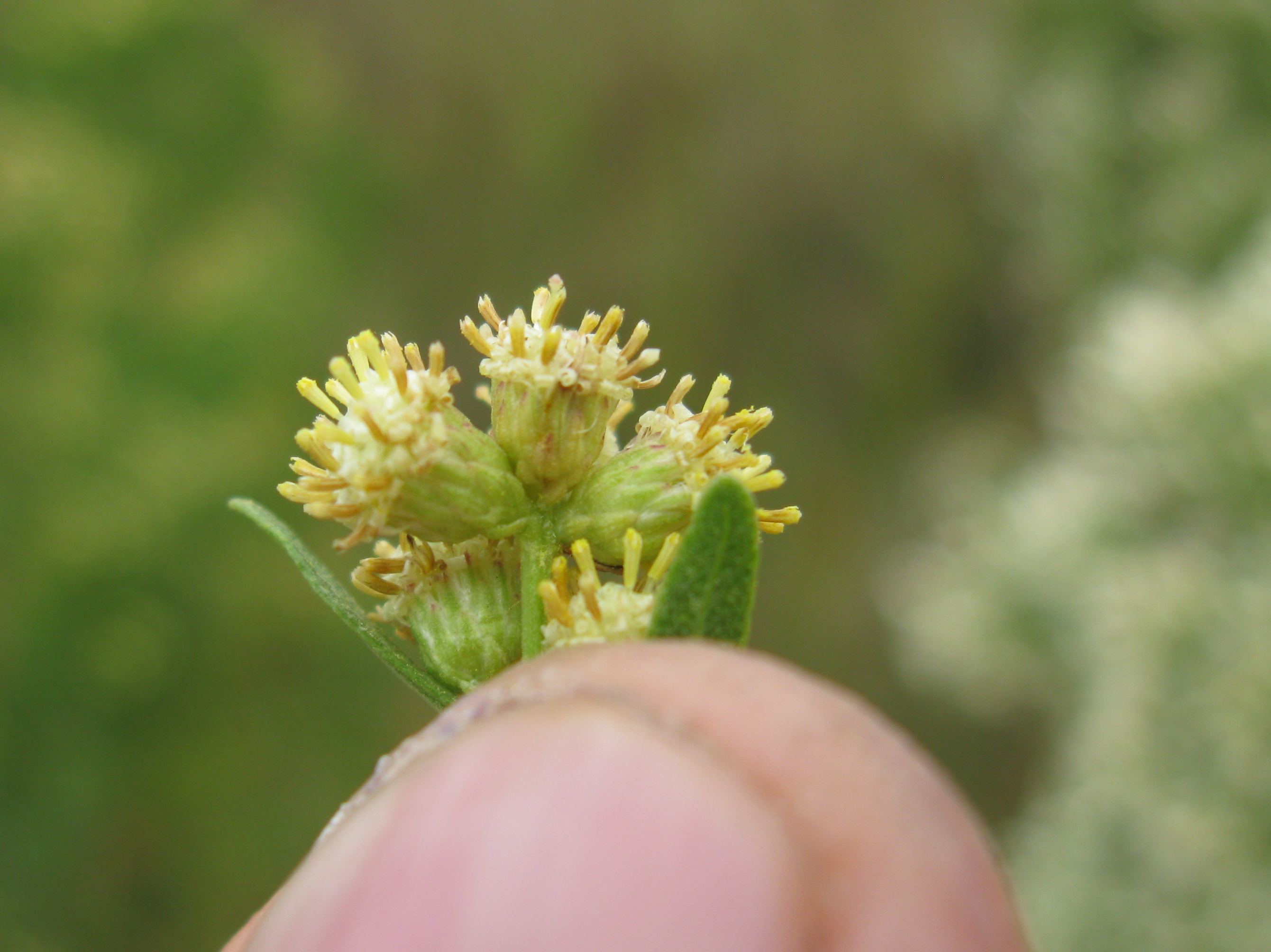
Männliche Blüten

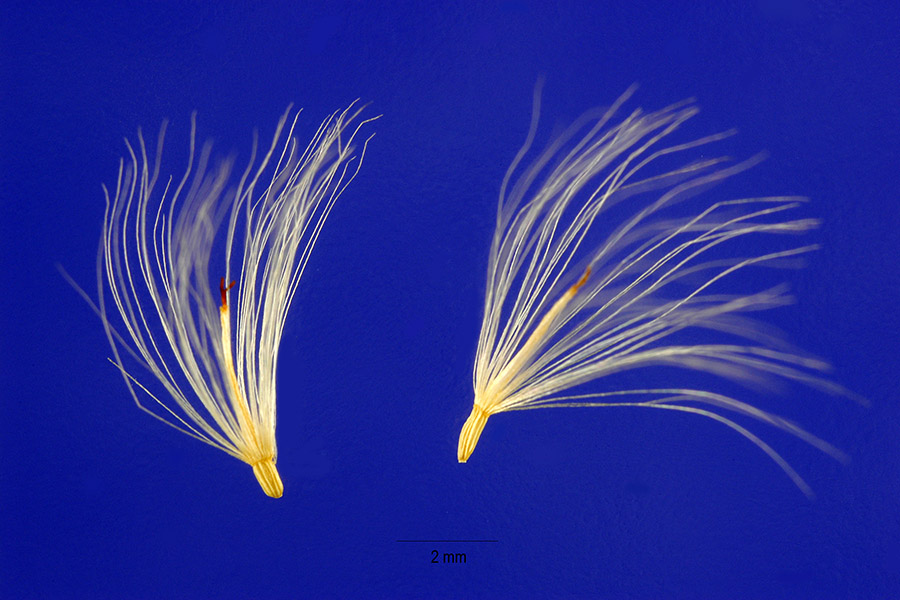
Achäne

Der Kreuzstrauch, wissenschaftlicher Name Baccharis halimifolia, ist eine Strauchart der Gattung Baccharis aus der Familie der Korbblütler, heimisch in Küstenvegetation an der Ostküste Nordamerikas. Er wurde als Zierstrauch schon im 18. Jahrhundert nach Europa eingeführt und ist unter anderem an den Atlantikküsten Westeuropas als Neophyt eingebürgert. Der Kreuzstrauch gilt in Europa und in Australien als invasive Art, er ist in der Liste invasiver gebietsfremder Arten von unionsweiter Bedeutung der Europäischen Union aufgeführt.

## Beschreibung

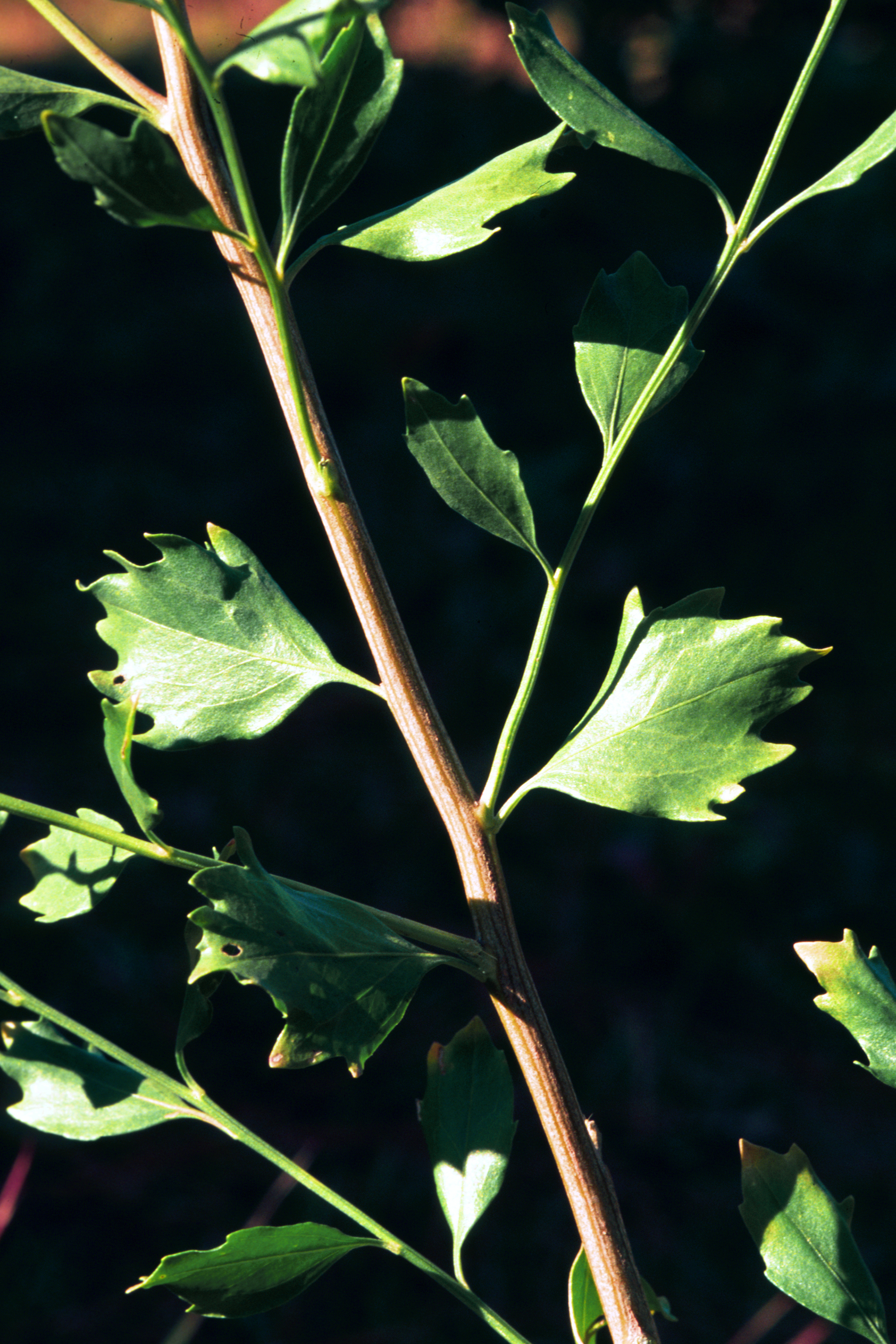
Laubblätter

Der Kreuzstrauch ist ein Strauch, seltener ein kleiner Baum, mit Wuchshöhe in seiner nordamerikanischen Heimat von 1 bis 3, selten bis 6 Meter, in Europa nur bis maximal 3 bis 4 Meter. Die verholzten Sprossachsen sind aufrecht oder aufsteigend, in der Regel vom Grund an dicht verzweigt, mit jung glatter oder kleinschuppiger, später längsfurchiger bis tief längsrissiger, öfters durch austretendes Harz etwas klebriger Borke, sie erreichen Durchmesser bis etwa 16 Zentimeter. Die wechselständigen Laubblätter sind sitzend oder kurz gestielt, sie sind im Umriss vielgestaltig, an älteren Zweigen elliptisch bis verkehrt-eiförmig, an jungen Zweigen meist rautenförmig, sie sind dick und derb, oft etwas drüsig-klebrig und hellgrün, im Alter graugrün gefärbt. Sie sind an der Basis keilförmig und ganzrandig, zur Spitze hin in der Blattrand meist grob gesägt, sie erreichen etwa 3 bis 5 Zentimeter Länge bei 1 bis 4 Zentimeter Breite, selten etwas darüber.
Der Kreuzstrauch ist eine zweihäusige, diözische Pflanze, männliche und weibliche Blüten sitzen also auf verschiedenen Individuen. Er blüht im Spätsommer bis Herbst mit zahlreichen, weiß bis weiß-gelb  gefärbten Köpfchen, die gemeinsam mit den Laubblättern auftreten. Die, typisch für Korbblütler kleinen Blütenkörbchen sitzen zu wenigen in end- oder achselständigen, rispigen Gesamtblütenständen. Jedes Köpfchen besteht aus etwa 20 bis 30 Röhrenblüten mit etwa 3 bis 4 Millimeter langer Blütenkrone und ist umhüllt von grünen, dachziegelig überlappenden Hüllblättern. Der weiß gefärbte Pappus der etwa 1 bis 2 Millimeter langen, rippigen Früchte (Achäne oder Cypsela genannt) ist weitaus länger als die Blütenröhre und ragt lang aus dieser heraus.

## Verbreitung
Der Kreuzstrauch wächst indigen im küstennahen westlichen Nordamerika, an der Atlantikküste und in der Golfküstenebene, östlich bis Oklahoma und Texas, in Mexiko und in der Karibik (Kuba und Bahamas). Die Nordgrenze der Verbreitung liegt auf Nova Scotia, Kanada, wo die Art extrem selten ist und erst 1998 entdeckt wurde.
Die Art wurde in einige Regionen der Welt vom Menschen eingeführt, ist dort verwildert und heute ein wild wachsender Neophyt. Einige dieser Vorkommen verdrängen dort heimische Arten und verändern die autochthone Vegetation, weshalb die Art als „invasiv“ eingestuft wurde. So gelten die Vorkommen in Australien, in Queensland und New South Wales als invasiv, Dickichte mit Kreuzsträuchern nehmen hier Tausende von Hektar ein. In Neuseeland existiert nur ein kleines Vorkommen auf der Banks Peninsula auf der Südinsel, es wird als unproblematisch eingeschätzt. Über ein weiteres naturalisiertes Vorkommen in Abchasien, an der Küste des Schwarzen Meeres, ist wenig bekannt.
In Europa kommt die Art in verschiedenen Regionen vor. Die größten Vorkommen liegen an den Küsten des Atlantiks von Nordspanien (Biskaya), entlang der französischen Atlantikküste bis nach Belgien. In den angrenzenden Niederlanden wurde nur ein unbeständiges Vorkommen im Naturschutzgebiet De Kwade Hoek, Goedereede im Jahr 2003 vermeldet, das später nicht mehr bestätigt werden konnte. Aus Großbritannien liegen nur zwei Einzelnachweise von den englischen Südküste vor.  Vorkommen existieren auch an den Küsten des Mittelmeeres, von Katalonien entlang der französischen Mittelmeerküste bis in den Norden Italiens (Po-Mündung in Venetien und nahe Livorno).
In Deutschland und Österreich sind keine verwilderten Vorkommen bekannt.

## Biologie und Standort
Baccharis halimifolia wächst in subtropischem bis gemäßigten (temperaten) Klima, sie verträgt Fröste bis etwa −15 °C, größere Vorkommen existieren aber nur in nahezu frostfreien Habitaten. Samen keimen bevorzugt bei 15 bis 20 °C. Aufgrund der späten Blüte und Samenreife benötigt die Art eine relativ lange Vegetationsperiode. Der Strauch benötigt dauerhaft gut durchfeuchtete Böden, er bevorzugt Salzmarsch und andere humose Böden mit hohem organischem Anteil, kommt aber auf einer Vielzahl von Böden, von Sand bis zu Lehm und Felsuntergrund, vor.
Indigene Vorkommen des Kreuzstrauchs wachsen vor allem in der mittleren, tidebeeinflussten Marsch, oft gemischt mit der ebenfalls salztoleranten Strauchart Iva frutescens. Auf Rohböden und gestörten Böden kann sich die Art durch ihre windverbreiteten Samen manchmal auch fern der Küste eine Zeitlang ansiedeln.
Er wächst oft auf Standorten, die längere Zeit mit Brackwasser überstaut sind, wie am Rand von Lagunen. Salzgehalte bis zu 1,5 % bis zu 2 % im Wurzelraum werden problemlos toleriert. Der Kreuzstrauch verträgt volle Besonnung, wächst aber auch im Halbschatten anderer Gehölze und kommt hier zur Samenreife. Vor allem in Nordspanien und Südfrankreich dringt die Strauchart in natürliche Vegetationseinheiten der Küstenlandschaft ein, wo von Natur aus salztolerante Sträucher fehlen. Er verdrängt hier Schilfröhricht, Röhrichte der Strandbinse, Bestände der Strand-Quecke (Elymus athericus) und Salzwiesen, er dringt seewärts bis in Sarcocornia-Salzwatten vor, kann aber die noch stärker salzbeeinflussten Queller-Watten nicht mehr kolonisieren. Der Rückgang des Röhrichts erweist sich für daran angepasste Tierarten wie etwa den seltenen Schilfrohrsänger als problematisch.

## Bekämpfung
Die Art wird als invasiver Neophyt in Australien und in Europa bekämpft. Ein Projekt wurde etwa im spanischen Baskenland durchgeführt, wo der Kreuzstrauch in Brackwasserhabitaten der Flussmündungen große Bestände aufbaut, etwa mehr als 300 Hektar Buschland im Biosphärenreservat Urdaibai, einem der bedeutendsten Feuchtgebiete Spaniens. Hier wird versucht, junge Pflanzen per Hand auszureißen. Ältere Sträucher werden abgeschnitten und die Schnittfläche herbizidbehandelt.
In der Europäischen Union ist die Zucht und der Handel durch die Aufnahme in die Liste invasiver gebietsfremder Arten von unionsweiter Bedeutung seit 2016 verboten.
In Australien wird  der Rostpilz Puccinia evadens zur biologischen Schädlingsbekämpfung gegen den Kreuzstrauch verwendet.

## Taxonomie
Die Art wurde von Carl von Linné im Jahr 1753 in seinem Werk Species Plantarum erstbeschrieben. Es ist die Typusart der von Linné schon 1737 im Hortus Cliffortianus beschriebenen Gattung Baccharis, als solche festgeschrieben aufgrund eines Vorschlags des Jenaer Botanikers Frank H. Hellwig. Ein Synonym ist Baccharis cuneifolia Moench, 1794. Auch die aus der Karibik beschriebene Baccharis halimifolia var. angustior DC. wird heute meist nicht mehr anerkannt.
Innerhalb der sehr artenreichen Gattung wird die Art der Untergattung Baccharis s. str. zugeschrieben, deren etwa 240 Arten von Südamerika nordwärts bis ins südliche Kanada verbreitet sind.